# Шантав ден
„Шантав ден“ е български игрален филм (драма) от 2004 година на режисьора Силвия Пешева, по сценарий на Ина Бранева и Силвия Пешева. Оператор е Стефан Куцаров. Музиката във филма е композирана от Божидар Петков.

## Сюжет
Един ден от живота на млада художничка, която се грижи за своя чудат дядо.

## Награди
- Награда за най-добър оператор на Стефан Куцаров, (София Филм Фест, 2004).
- Награда на СБФД (поделена с „Мила от Марс“) на 26 Фестивал на българския игрален филм „Златна роза“, (2004).
- Награда на името на Въло Радев за ярък режисьорски дебют (поделена с „Мила от Марс“) на 26 Фестивал на българския игрален филм „Златна роза“, (2004).

## Актьорски състав
Роли във филма изпълняват актьорите:
- Коста Цонев – Дядото
- Весела Казакова – Ина
- Тони Угринов
- Стойо Мирков
- Елена Атанасова
- Биляна Казакова